# Rim-Anum
Rīm-Anum was ca. 1741-1739 v.Chr. koning van Uruk. Hij regeerde zo'n twee en een half jaar (tussen 30 en 27 maanden).
Hij was een van de leiders van de rebellie tegen het gezag van Samsu-iluna van Babylon in het 8e jaar van diens regering. Hij was niet de enige rebel. Rim-Sin II werd waarschijnlijk enige maanden eerder dan hij koning, nl. van Larsa. Andere rebellen waren Isin, Ida-Maraṣ, Emutbal en Ilūni van Ešnunna. Zij maakten daarbij gebruik van de aanval van de Kassieten waar Samsu-iluna mee te kampen had. 
Er zijn meer dan 400 tabletten bekend die naar hem gedateerd zijn en een drietal jaarnamen. Deze gegevens over Rīm-Anum zijn uit twee bronnen bekend geworden: de zwarte markt in antiquiteiten en de Duitse opgravingen van het Sîn-kāšīd-paleis in de 19e opgravingscampagne in Uruk (1960-1961). Veel van de tabletten zijn afkomstig van het bīt-asīrī, het huis van de gevangenen. 
Zijn eerste jaarnaam is tamelijk standaard en stelt dat hij koning geworden is. De tweede stelt dat hij Uruk en omgeving en hun bevolking gereorganiseerd heeft. De derde is vrij lang en vermeldt dat hij Emutbal en de legers van Ešnunna, Isin en Kazallu verslagen heeft. Samsu-iluna sloeg al snel terug tegen de rebellie. In zijn 11e jaarnaam verklaart hij de muren van Ur en Uruk geslecht te hebben. Dit gebeurde waarschijnlijk in Rīm-Anums tweede jaar, maar dit maakte nog niet onmiddellijk een einde aan zijn bewind. Rīm-Anum heeft mogelijk toen Rim-Sin II van Larsa door de Babyloniërs geëlimineerd was, geprobeerd om het met hen op een akkoordje te gooien. De overwinning op zijn mede-rebellen Ešnunna, Isin en Kazallu was mogelijk als bondgenoot van Babylon. Het mocht niet baten, ook zijn onafhankelijk koninkrijk Uruk werd weer ingelijfd.